# Alegre ma non troppo
Alegre ma non troppo es una película española del género comedia romántica, dirigida en 1994 por Fernando Colomo y protagonizada por Penélope Cruz y Pere Ponce. 

## Sinopsis
Pablo Fernández (Pere Ponce) es un joven veinteañero homosexual que quiere ser músico de orquesta para ser apreciado por su madre (Rosa María Sardà) y encontrar a una pareja con la que pueda compartir su amor. Tras un fracaso amoroso con un pintor, trata de entrar en la Joven Orquesta Nacional de España (JONDE) como músico de trompa, pero el examinador resulta ser su padre, que vive sin apenas trato con su familia y no acepta del todo  las tendencias sexuales de Pablo. Una vez que Pablo falla en su examen, se siente muy deprimido. Cuando conoce a Vicente (Jordi Mollà), otro joven y atractivo músico de trompa de Valencia, que no tiene un sitio donde dormir, Pablo lo lleva a su casa. A la mañana siguiente, sin embargo, lo encuentra dentro de su cama junto a una chica llamada Salomé (Penélope Cruz).

## Reparto
- Penélope Cruz - Salomé
- Pere Ponce - Pablo Fernández
- Óscar Ladoire - Pablo Fernández (padre)
- Rosa María Sardà - Asun, la madre
- Jordi Mollà - Vicente Ferrer
- Nathalie Seseña - Izaskun
- Edmon Colomer - Raimon
- Andoni Gracia - Pablo
- Boriana Borisova - Boriana Borisova
- Luis Ciges - Abuelo
- Lola Lemos - Abuela
- Jordi Milán - Psiquiatra
- Daniel Schopfer - James
- Ramón Lillo - Conductor autobús
- Itziar Álvarez - Chica joven en autobús
- Roberto Cairo - Chico joven en autobús
- Ana Sáez - Señora
- Javier Cámara - Conserje
- Verónica Forqué - Presentadora exposición
- Jaime Tueras - Chico 1
- Javier Ibias - Chico 2
- Fernando Colomo - público (cameo)

## Producción
Fue rodada en gran parte en Santander (Cantabria).

## Premios
| Año  | Premio / Festival                        | Categoría                  | Recipiente(s)                     | Resultado | Ref.  |
| ---- | ---------------------------------------- | -------------------------- | --------------------------------- | --------- | ----- |
| 1994 | Fotogramas de Plata                      | Mejor Actriz de Cine       | Penélope Cruz                     | Nominada  | [ 3 ] |
| 1994 | Festival de Cine de Comedia de Peñíscola | Premio al Mejor Actor      | Pere Ponce                        | Ganador   | [ 4 ] |
| 1994 | Festival de Cine de Comedia de Peñíscola | Premio al mejor guion      | Fernando Colomo Joaquín Oristrell | Ganador   | [ 4 ] |
| 1995 | IX Premios Goya                          | Mejor Actor de reparto     | Óscar Ladoire                     | Nominado  | [ 5 ] |
| 1995 | Festival de Cine de París                | Premio Especial del Jurado | Fernando Colomo                   | Ganador   |       |